# Княжество Черногория
Кня́жество Черного́рия (черног. Књажевина Црна Гора) — государство, существовавшее на Балканском полуострове с 13 марта 1852 года по 28 августа 1910 года, когда было провозглашено королевством князем Николой, ставшим королём Черногории.
Столица княжества — город Цетинье. Государственная валюта — черногорский перпер, введённый в обращение в 1909 году. Территория княжества располагалась в центральной части современной Черногории.

## История

### Правление Данило I
Княжество было образовано 13 марта 1852 года, когда князь Данило (известен также как Владыка Данило II) сложил с себя сан владыки (епископа) и женился. Таким образом Черногория из теократического государства превратилась в светское.
Османская империя враждебно восприняла провозглашение в Черногории новой формы правления. Поэтому с приходом Данилы к власти, государство начало оказывать поддержку герцеговинцам в освободительной борьбе против турок. В декабре 1852 года турецкая армия вторглась в глубь Черногории. Дипломатическое вмешательство Австрии и России привело к окончанию войны.
1 мая 1858 года между черногорцами и турками произошла Граховская битва.. Старший брат князя Данило, возглавляя армию в 7500 человек, выиграл важное сражение против турок, чья армия по разным оценкам составляла от 7000 до 13 000 человек. Победа в сражении против турецких войск принесла черногорцам в качестве трофеев значительный арсенал, который пригодился в решающих сражениях за независимость в 1862 и 1875—1878 годах.
Эта победа имела и важное дипломатическое значение. Слава черногорского оружия была вскоре увековечена в песнях и литературе других южнославянских народов, в частности сербов Воеводины, которая тогда была частью Австро-Венгрии. Победа под Граховом вынудила Великие державы официально разделить границы между Черногорией (де-факто независимой на протяжении многих лет) и Османской империей. Черногории удалось значительно расширить свою территорию. В декабре 1852 года турецкая армия вторглась вглубь Черногории. Дипломатическое вмешательство Австрии и России привело к окончанию войны. После этой битвы при участии Франции и России в апреле 1859 года между Черногорией и Турцией была установлена граница. К Черногории отошли некоторые албанские и герцеговинские земли, в том числе Никшичская жупа. Данило был убит 13 августа 1860 года.

### Правление Николы I
После убийства князя Данило, Никола I, являвшийся его племянником, стал следующим правителем Черногории. В 1861 году в стране разразился сильный голод. Из-за отсутствия выхода к морю и экономической отсталости усиливалась экономическая зависимость от рынка Австрии.
В 1862 году Черногория поддержала герцеговинское восстание, в связи с чем турки вторглись в Черногорию. От полного поражения Черногорию спасло дипломатическое вмешательство Франции и России. По итогам мирного соглашения были срыты укрепления, а османские войска размещены на территории Черногории (выведены к концу 1866 года под давлением России). После убийства Данилы новым князем стал Никола. Он считал, что его династия должна выполнить миссию объединения сербских земель. В новой войне с турками в 1862 году Черногория потерпела поражение. По сербо-черногорскому договору от 23 сентября 1866 года князь Никола во имя объединения Сербии и Черногории выражал согласие отречься от власти в пользу династии Обреновичей. После убийства сербского князя Михаила в 1868 году союз между государствами распался, и Никола вновь стал притязать на ведущую роль в деле объединения сербских земель. В 1871 году для борьбы за освобождение и объединение сербов в Цетине была создана «Дружина», члены которой начали подготовку восстания в югославянских землях, включая Герцеговину и Боснию.
Во время Герцеговинско-боснийского восстания (1875—1878) Черногория оказывала поддержку герцеговинским повстанцам. В июне 1876 года Черногория вместе с Сербией объявила войну Турции. 16 июля в Герцеговине в битве на Вучьем Доле черногорско-герцеговинские силы одержали победу над турецкими войсками. 2 августа на албанском фронте 5-тысячные силы черногорцев в битве на Фундине разбили 40-тысячное турецкое войско. Сан-Стефанский мир (1878) провозгласил независимость Черногории. По решению Берлинского конгресса (1878) территория Черногории увеличивалась с 4405 км² до 7 тысяч км². Черногория получила города Подгорицу, Колашин, Никшич, Жабляк, Улцинь и Бар с морским побережьем длиною 70 км.
Черногорцы селились в городах Колашине и Никшиче, откуда выселялось турецкое население. В конце 1870-х годов начались первые стихийные выступления рабочих. В 1879 году Сенат был заменён Государственным советом и Верховным судом. Территория страны была разделена на десять нахий, которые делились на капитании. В 1880 году было создано тайное оппозиционное политическое общество, которое стремилось сменить правительство и принять конституцию. Со стороны властей началось преследование оппозиционеров, многие из которых были вынуждены эмигрировать.
Данило Шчепчевич Негош установил наследственную церковную и политическую власть династии Петровичей (Негошей), переходившую от дяди к племяннику. При нём был принят первый письменный закон Черногории — Стега.
В 1888 году Никола I издал свод законов, разработанный на основе австро-венгерского.
Под влиянием России был проведён ряд реформ, которые создали современное государство. В 1901 году был издан закон о государственном бюджете. В 1902 году Никола I Петрович торжественно объявил о начале государственных реформ. После этого было введено новое административно-территориальное деление Черногории, заменившее племенное деление: страна была разделена на области и округа. В 1905 году была введена конституция, которая была скопирована с конституции Сербии 1869 года. Вся полнота власти по-прежнему оставалась в руках князя, который назначал правительство. Скупщина была совещательным органом власти. Столица Цетине в начале XX века превратилась в город. Промышленные предприятия в большинстве своём были небольшими. В 1906 году в Подгорице итальянской компанией была построена табачная фабрика. В 1906 году началась чеканка черногорской монеты — перпера, который был приравнен к австрийской кроне. В 1901—1912 годах появилось пять банков. Самые крупные финансовые операции осуществлял Черногорский банк и Народный банк Черногорского княжества. В 1909 году была открыта узкоколейная железная дорога Бар—Вирпазар. Черногория стала зависимой от капитала Италии и Австро-Венгрии. Значительный доход бюджету страны составляла ежегодная субсидия, которая выплачивалась русским правительством.
После выборов в скупщину в октябре 1907 года Сербия разорвала дипломатические отношения с Черногорией. Во время боснийского кризиса отношения между двумя государствами были восстановлены. В начале XX века Черногория была небольшим аграрным государством, в котором на 1909 год проживали около 222 тысяч человек и из них только 15,57 % — в городах. Сельское хозяйство было примитивным, частыми были неурожаи и голод. Например, в начале XX века голодными были 1900, 1903, 1904, 1911 и 1913 годы. В 1909 году был раскрыт заговор, участники которого преследовали цель свержения князя Николая. В том же году под руководством русского инженера Болотова проведено осушение болот около Скадарского озера. Вскоре был раскрыт ещё один заговор, участники которого планировали свергнуть Николу и возвести на престол его старшего сына Данилу, освободив политических заключенных. 15 августа 1910 года Никола провозгласил Черногорию королевством. В предвоенные годы Никола маневрировал между Россией и Австро-Венгрией, вымогая у них субсидии. После поездки Николы в Россию в 1910 году, русское правительство в два раза увеличило ежегодную субсидию Черногории. Его первым и единственным королём стал Никола I.

## Конституция
Князь Данило использовал законы Петра I Петровича-Негоша в качестве образца своего Основного закона, создавать который он начал с 1855 года (Законник Данилы Первого). Проект Данило основывался на традициях черногорского народа и был первой конституцией в черногорской истории. Были изданы законы, защищающие частную собственность. Были отменены все притязания на Которский залив (тогда — территория Австрии). Текст закона начинался с фразы: 
Хотя на этой земле нет другой национальности помимо сербов, и нет иной религии кроме Православия, любой инородец и представитель другого вероисповедания наделён такой же свободой и правами как любой черногорец…
19 декабря 1905 года была принята первая черногорская конституция, по которой государство провозглашалось конституционной монархией.

## Демография

### 1882
В 1882 году в княжестве Черногория проживало 160 000 (по другим сведениям 230 000) человек.

### 1900
В 1900 году, согласно иностранным источникам, население княжества составляло 311 564 жителя.
- Из них по религиозным убеждениям:
  - 293 527 православных (94,21 %),
  - 12 493 мусульман (4,01 %),
  - 5544 католиков (1,78 %).

- Грамотность:
  - 77 % неграмотных,
  - 71 528 (23 %) грамотных.

Большинством населения Черногории были сербы. Среди крупных национальных общин можно выделить 5000 албанцев и 800 цыган.

### 1907
Перепись 1907 года подсчитала количество жителей княжества в количестве 282 000 человек. Большинство по-прежнему составляли сербы.

### 1909
В 1909 году власти княжества провели официальную перепись. Национальность жителей при этом определялась родным языком. Всего население составило 317 856 человек.
- Из них по языку:
  - сербы — около 95 %,
  - прочие, в большинстве — албанцы.

- По религии:
  - православные — 94,38 %,
  - прочие — мусульмане.

Общая численность населения была завышена по политическим причинам. Фактически же в Черногории проживало 220 000 человек.